# Tribunal Superior de Justiça da Catalunha
O Tribunal Superior de Justiça de Catalunha (em catalão: Tribunal Superior de Justícia de Catalunya, TSJC) é o órgão jurisdicional que culmina a organização judicial na Catalunha. Este organismo está previsto aos artigos 152 da Constituição Espanhola, no artigo 95 do Estatuto de Autonomia da Catalunha e também aos artigos 70 a 79 da Lei Orgânica do Poder Judicial (LOPJ), enquanto que as suas concorrências, composição, organização e funcionamento são definidas ao título III, capítulo E do Estatuto de Autonomia de Catalunha.

## Salas
O Tribunal Superior de Justiça é um órgão jurisdiccional e a máxima autoridade judicial em matéria de direito autonómico. Tem a sede em Barcelona. Fazem parte deste Tribunal as seguintes salas:

### Sala Civil Penal
Formada pelo presidente e 4 magistrados.
Conhece os recursos de cassação contra resoluções ditadas por órgãos civis com sede em Catalunha ou que tratem do direito civil catalão.
Resolve denúncias de responsabilidade civil contra: O Presidente da Generalidade ou membros da governação e/ou do Parlamento da Catalunha.
Conhece o processamento de membros da governação ou do Parlamento.
Conhece as causas penais contra juízes, magistrados e promotores cometidos durante o cumprimento das suas funções na Catalunha.
Resolve conflitos de concorrências entre órgãos jurisdicionais civis ou penais catalães.

### Sala Contenciosa Administrativa
Formada pelo presidente e vinte e quatro magistrados.
Conhece em 1a instância os recursos contenciosos administrativos contra o conselho de governação, o presidente da Generalidade, os conselheiro e também os órgãos de governação do Parlamento.
Conhece os recursos eleitorais contra os acordos das juntas eleitorais sobre a proclamação dos presidentes das corporações locais.
Em segunda instância conhece os recursos contra os julgados do contencioso-administrativo.
Resolve conflitos de concorrências entre os julgados do contencioso-administrativo.

### Sala Social
Formada pelo presidente e vinte e três magistrados.
Conhece em única instância os processos sobre conflitos entre trabalhadores e empresários que afectam um âmbito superior de um julgado social e não superior no âmbito da Catalunha.
Resolve conflitos de concorrências entre os julgados de âmbito social.

## Presidência
O atual Presidente do Tribunal Superior de Justiça da Catalunha é, desde, 2016, Jesús María Barrientos Pacho.
O Tribunal Superior de Justiça da Catalunha teve os seguintes Presidentes ao largo da sua história:
| Presidentes do Tribunal Superior de Justiça da Catalunha | Presidentes do Tribunal Superior de Justiça da Catalunha | Presidentes do Tribunal Superior de Justiça da Catalunha | Presidentes do Tribunal Superior de Justiça da Catalunha |
| -------------------------------------------------------- | -------------------------------------------------------- | -------------------------------------------------------- | -------------------------------------------------------- |
| Periodo                                                  | Presidente                                               |                                                          |                                                          |
| 1989 - 1994                                              | José Antonio Somalo Giménez                              |                                                          |                                                          |
| 1994 - 2004                                              | Guillem Vidal Andreu                                     |                                                          |                                                          |
| 2004 - 2010                                              | Maria Eugènia Alegret i Burgués                          |                                                          |                                                          |
| 2010 - 2016                                              | Miguel Ángel Gimeno Jubero                               |                                                          |                                                          |
| 2016 - atualmente                                        | Jesús María Barrientos                                   |                                                          |                                                          |
| Fontes:Tribunal Superior de Justiça da Catalunha         |                                                          |                                                          |                                                          |